# Omertà
Omertà [omerˈta] – zmowa milczenia, nieformalne prawo sycylijskie zabraniające członkowi mafii informowania o jej przestępstwach osób z tym przestępstwem niezwiązanych, w szczególności przedstawicieli wymiaru sprawiedliwości – sędziów, prokuratorów i policji. Z tego powodu przestępstwa mafijne były tak trudne do rozwiązania. Złamanie omerty groziło egzekucją poprzez zastrzelenie zdrajcy.